# Hamad ibn Saïd
Hamad ibn Said est sultan d'Oman à partir de 1786, lorsqu'il succède à son père, le très impopulaire Saïd Ier ibn Ahmad. Une révolte de notables conduit le frère du sultan, Qais ibn Ahmad, sur le trône, mais celui-ci est rapidement évincé par la propre révolte menée par Hamad, qui devient monarque sous le titre de sheikh d'Oman. Il conserve cette fonction jusqu'à sa mort le 13 mars 1792, terrassé par la variole.